# Henry E. Krehbiel
Henry Edward Krehbiel (* 10. März 1854 in Ann Arbor, Michigan; † 20. März 1923 in New York City) war ein US-amerikanischer Musikkritiker und Musikwissenschaftler.

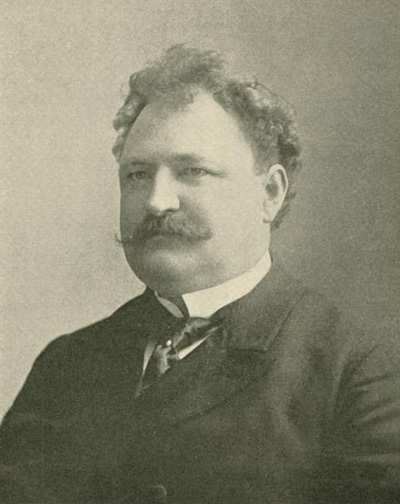
Henry Edward Krehbiel

## Leben
Henry Krehbiel war der Sohn eines deutschstämmigen Methodistenpfarrers. Er hatte keine College Ausbildung und auch keine formale Ausbildung in Musik, er nahm nur als Kind in Cincinnati privaten Unterricht in Musiktheorie und Violine. Er studierte ab 1872 Jura in Cincinnati, ohne einen Abschluss zu machen. 1874 bis 1880 war er Musikkritiker der Cincinnati Gazette. Danach ging er nach New York City und wurde Musikkritiker der New York Tribune. Er schrieb auch in Scribner’s Monthly und anderen Zeitschriften und war einer der führenden Musikkritiker in New York Ende des 19. und Anfang des 20. Jahrhunderts.
Er veröffentlichte Bücher zum Beispiel über Opern und übersetzte Libretti von Opern (wie den Parsifal von Wagner) und die Beethoven Biographie von Alexander Wheelock Thayer (die ursprünglich in Deutsch erschien). Von Krehbiel stammt eine der ersten musikwissenschaftlichen Studien über afroamerikanische Musik. Er förderte die Musik von Richard Wagner, Johannes Brahms, Antonín Dvořák und Pjotr Iljitsch Tschaikowski in den USA. Dagegen kritisierte er Gustav Mahler (sowohl als Komponist als auch als Dirigent) und Salome von Richard Strauss. Er lehnte auch Arnold Schönberg und Igor Strawinsky ab.
Beginnend 1885/86 veröffentlichte er fünf Jahre lang Review of the New York Musical Scene mit seinen Kritiken aus dem Tribune.

## Schriften
- Notes on the cultivation of choral music and the Oratorio Society of New York, New York: E. Schuberth 1884
- Philharmonic society of New York, New York, London 1892 (zum 50. Gründungstag)
- Studies in the Wagnerian drama, New York: Harper and Brothers 1891
- How to listen to music; hints and suggestions to untaught lovers of the art, New York, Charles Scribner´s 1897 (Gutenberg, 7. Auflage)
- Music and manners from Pergolese to Beethoven, New York: Charles Scribner´s  1898 (Essays)
- Chapters of opera, New York: H. Holt 1908, 1911, Gutenberg
- More Chapters of opera, New York: H. Holt 1919
- Book of Operas, 2 Bände, Macmillan 1909, 1928
- A second book of operas, 1917, Gutenberg
- Pianoforte and its music, New York: Scribner´s 1911
- Famous Songs, 4 Bände, Cincinnati 1902
- Afro-American folksongs : a study in racial and national music, New York, London: G. Schirmer 1914, New York, Ungar 1962, Archive
- Herausgeber von Alexander Wheelock Thayer The life of Ludwig van Beethoven 1921